# Henri Émile
Henri Émile, né en 1943 à Montpellier; est un membre de l'encadrement de l'équipe de France de football des années 1970 à 2010.
Footballeur amateur et entraîneur sur le plan scolaire, Henri Émile intègre la Fédération française de football en 1972. Quatre ans plus tard, il devient sélectionneur de l'équipe de France espoirs avant de devenir adjoint de Michel Hidalgo en 1980. Champion d'Europe 1984, Henri Émile reste membre de l'encadrement des Bleus dans un rôle plus ou moins proche du terrain jusqu'en 2004, aux côtés de sept sélectionneurs. Il remporte donc aussi la Coupe du monde 1998 et l'Euro 2000.
Écarté par Raymond Domenech en 2004, il reste à la FFF et y développe les pratiques diversifiées. Henri Émile devient notamment sélectionneur de la sélection U21 de futsal et adjoint d'Éric Cantona au sein de la sélection de beach soccer. En 2012, Laurent Blanc le rappelle auprès de l'équipe de France A en tant que coordinateur sportif, rôle qu'il tient deux années.

## Biographie

### Footballeur amateur et début d'entraîneurs
Henri Émile naît à Montpellier en 1943, aux Arceaux, d’une mère montpelliéraine au foyer et d'un père pêcheur à Palavas. À 18 ans, il y est maître-nageur à une époque où peu de gens savent nager.
Henri Émile est footballeur amateur, évoluant comme défenseur latéral. Il joue en CFA à l'US Albi et au Stade olympique montpelliérain. Il connaît deux sélections internationales universitaires et se souvient en 2021 : « J’aurais pu passer joueur pro mais je serais resté un joueur moyen ». Stagiaire professionnel à Montpellier pendant un an, il passe le concours pour la maîtrise d'éducation physique.
Henri Émile réussit le concours au CREPS de Nancy. Muté à Égletons, en Haute-Corrèze, il y est sacré champion de France scolaire en 1969. Ce premier titre le marque davantage que les futurs sacres internationaux,. Il enseigne trois ans en Corrèze et est aussi deux fois demi-finalistes du Championnat de France.

### Staff de l'équipe de France
| Période   | Sélectionneur   |
| --------- | --------------- |
| 1976-1984 | Michel Hidalgo  |
| 1984-1988 | Henri Michel    |
| 1988-1992 | Michel Platini  |
| 1992-1993 | Gérard Houllier |
| 1993-1998 | Aimé Jacquet    |
| 1998-2002 | Roger Lemerre   |
| 2002-2004 | Jacques Santini |
| 2010-2012 | Laurent Blanc   |

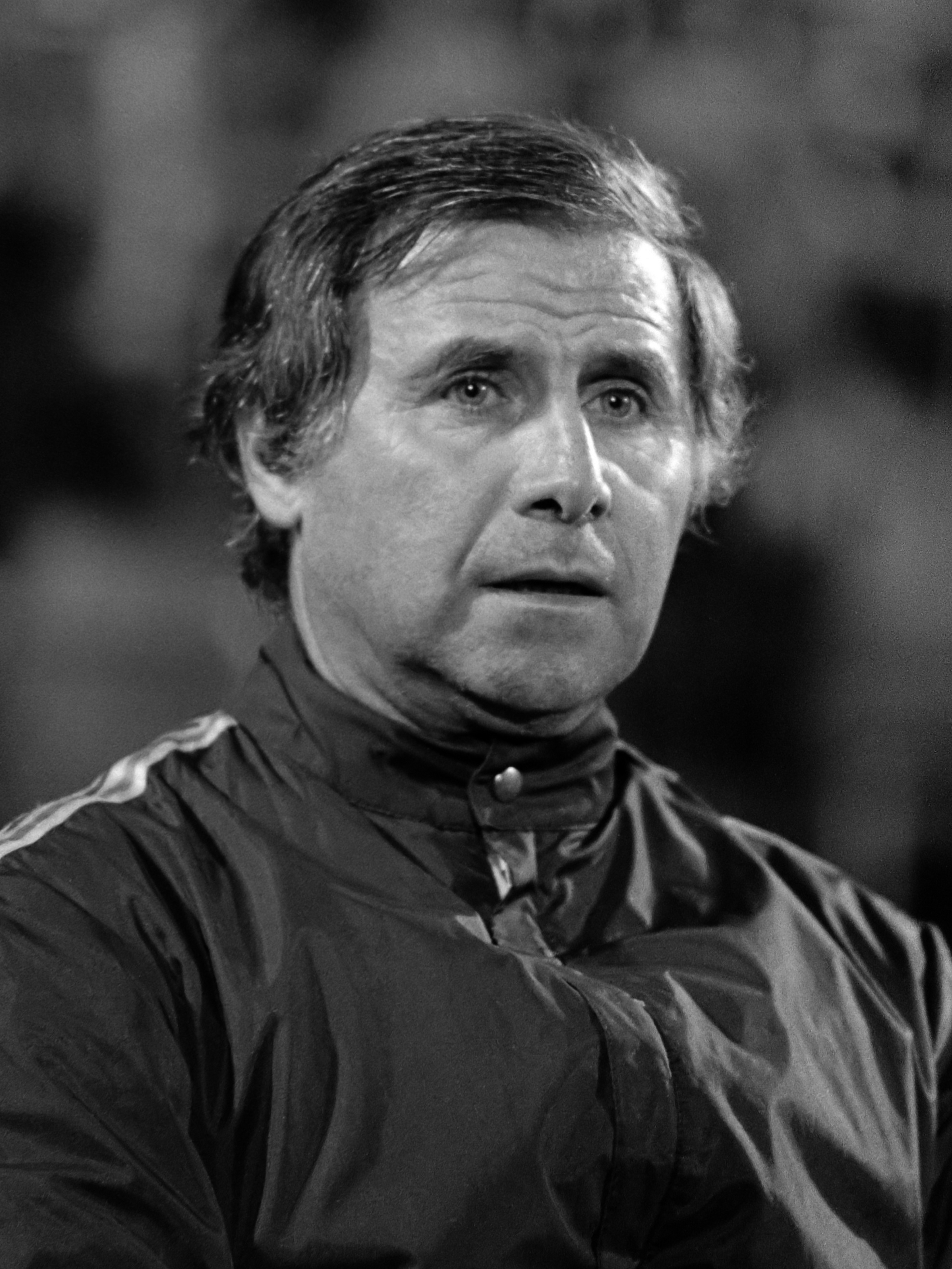
Michel Hidalgo intègre Émile en équipe de France.

En 1972, Henri Émile rejoint la Fédération française de football comme conseiller technique régional de l’académie de Limoges,. Lors d’une réunion, Émile rencontre Michel Hidalgo, entraîneur national, qui lui demande de venir travailler avec lui. Il devient sélectionneur des Espoirs en 1976,. Il est ensuite adjoint de Michel Hidalgo à la tête de l’équipe de France A de 1980 à 1984, année du premier titre de champion d’Europe des Bleus.
En 1984, Henri Émile reste adjoint du nouveau sélectionneur Henri Michel, avec qui il est champion olympique. Émile est proche d'Henri Michel avec qui il passe son diplôme d’entraîneur professionnel à l’INSEP pendant deux ans. Émile s'occupe dans le même temps du centre d'entraînement créé par Michel Platini et Yannick Noah à Saint-Cyprien.
À la suite du limogeage d'Henri Michel en 1988, Michel Platini se voit proposer le poste et répond : « Je le prends si Riton est avec moi » alors qu'Émile s'attend à être évincé aussi.
À la démission de Platini, son adjoint Gérard Houllier conserve Henri Émile.
Après la victoire lors de la Coupe du monde 1998, Henri Émile décide de démissionner. Le nouveau sélectionneur Roger Lemerre le convainc de l'accompagner. Entraîneur adjoint de Lemerre, Henri Émile officie davantage comme un manager général également chargé des relations avec les sponsors. « Je m'occupe de tout afin que Roger Lemerre ait seulement à se soucier du terrain » admet-il en mai 2002. S'il participe aux discussions techniques, il n'anime plus les séances d'entraînement.

### Fonctions variées pour finir
Écarté en 2004 par Raymond Domenech, il intègre par la suite l'encadrement de l'équipe de France de beach soccer tout en conservant sa mission au département football diversifié de la Fédération française de football. Pendant six ans, Henri Émile s'occupe de lancer le futsal, le beach soccer et le « foot des quartiers ». Il est notamment à la tête de l'équipe de France U21 de futsal et adjoint d'Éric Cantona au sein de l'équipe de France de beach soccer.
Il réintègre l'encadrement de l'équipe de football à 11 en 2010 dans un rôle de coordinateur sportif aux côtés du nouveau sélectionneur Laurent Blanc. Après l'Euro 2012 et l'arrivée de Didier Deschamps au poste de sélectionneur, il n'est pas reconduit dans ses fonctions,.
En 2013, pour la Coupe du monde de beach soccer, Henri Émile fait partie d'un groupe d'étude technique qui rencontre les sélectionneurs pour évoquer avec eux la préparation, les questions techniques et leurs objectifs dans l'idée de contribuer à l'amélioration du niveau de jeu et au développement des footballeurs. Les autres membres du groupe sont le joueur Madjer et le sélectionneur de l'équipe du Mexique de beach soccer, Ramon Raya.

## Palmarès
Intégrant les équipes de France de football, Henri Émile remporte tous les trophées internationaux qui existent : champion du monde 1998, vainqueur des Confédérations en 2001 et 2003, vainqueur de la coupe Intercontinentale en 1985, champion d'Europe 1984 et 2000 ainsi que champion olympique en 1984. Il est aussi champion de France scolaire en 1969.

## Distinctions
- Trophées UNFP 2024 : trophée d'honneur pour l'ensemble du groupe, à l'occasion du 40e anniversaire de la victoire de l'équipe de France olympique aux Jeux olympiques d'été de 1984[10],[11].

## Décorations
- Chevalier de la Légion d'honneur (décret du 29 mars 2002)[1]

## Publications
- (avec Philippe Tournon) La légende des bleus, Albin Michel, 2004